# Beijing Weiwang M50F

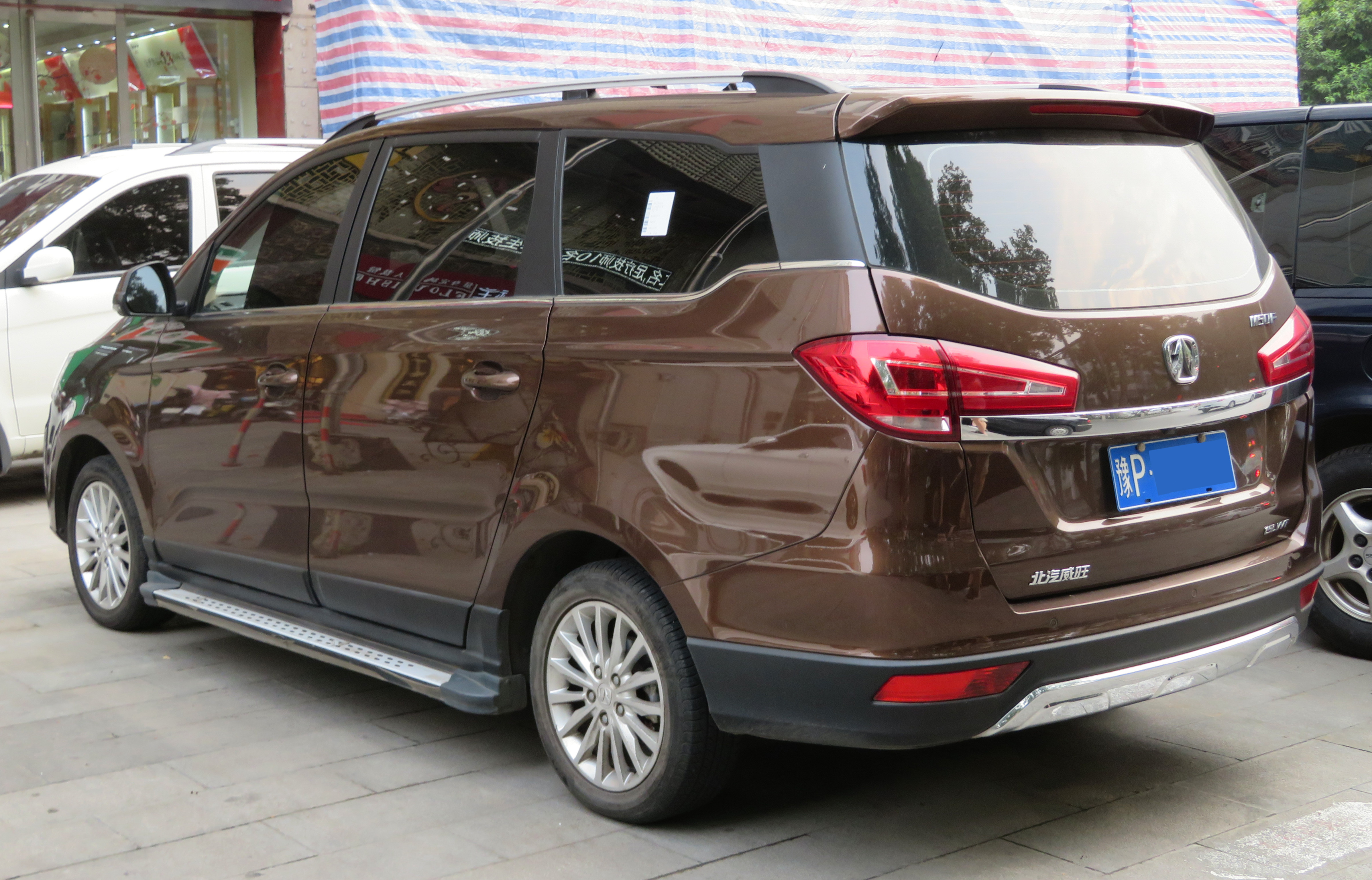
Heckansicht

Der Beijing Weiwang M50F war ein Van der Submarke Beijing Weiwang, die zu Beijing gehört. Hersteller war die Beijing Motor Corporation, Teil der Beijing Automotive Group.

## Beschreibung
Der Siebensitzer debütierte im Oktober 2016 und kam im November 2016 auf den chinesischen Markt. Dort konkurrierte der Van insbesondere mit dem erfolgreichen Baojun 730. Die Abmessungen entsprechen mit einer Länge von 4,72 m und einer Breite von 1,80 m in etwa denen des 730. 2018 endete die Produktion.
Antriebsseitig standen zwei Ottomotoren zur Auswahl, ein Automatikgetriebe war nicht verfügbar.

## Technische Daten
|                                             | 1.3T                          | 1.5                           |
| Bauzeitraum                                 | 2016–2018                     | 2016–2018                     |
| Motorkenndaten                              |                               |                               |
| Motortyp                                    | Reihen-Vierzylinder-Ottomotor | Reihen-Vierzylinder-Ottomotor |
| Motoraufladung                              | Turbolader                    | —                             |
| Hubraum                                     |                               |                               |
| Verdichtungsverhältnis                      | 9,5 : 1                       | 10,5 : 1                      |
| max. Leistung bei min−1                     | 95 kW (129 PS) / 5500         | 85 kW (116 PS) / 6000         |
| max. Drehmoment bei min−1                   | 185 Nm / 1750–4500            | 148 Nm / 3800                 |
| Kraftübertragung                            |                               |                               |
| Antrieb, serienmäßig                        | Vorderradantrieb              | Vorderradantrieb              |
| Getriebe, serienmäßig                       | 6-Gang-Schaltgetriebe         | 5-Gang-Schaltgetriebe         |
| Messwerte                                   |                               |                               |
| Höchstgeschwindigkeit                       | 168 km/h                      | 155 km/h                      |
| Beschleunigung, 0–100 km/h                  | 14,0 s                        | 16,0 s                        |
| Kraftstoffverbrauch auf 100 km (kombiniert) | 6,9 l Super                   | 6,9 l Super                   |
| Tankinhalt                                  | 52 l                          | 52 l                          |

## Verkaufszahlen
Von Oktober bis Dezember 2016 wurden 13.153 Fahrzeuge in China verkauft. Im Folgejahr wurde mit 28.995 der Höchstwert erreicht. 2018 waren es nur noch 5.693 Fahrzeuge. In der Summe sind das 47.841.